# Chalutier armé

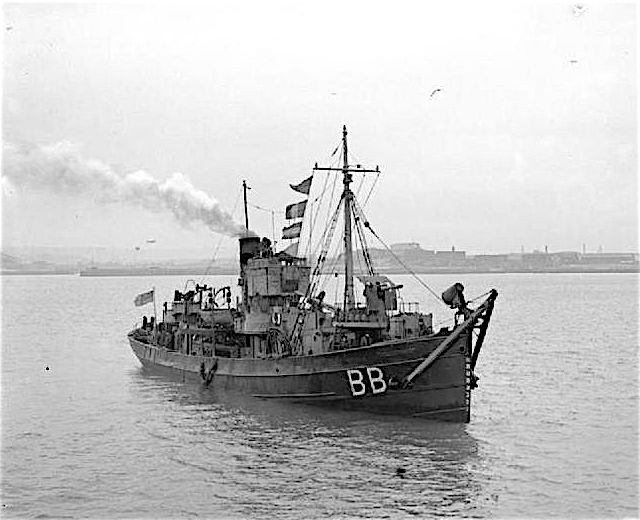
Le HMT Brevie Braes grée en dragueur de mines de la Royal Navy, lors de la seconde guerre mondiale

Un chalutier armé (naval trawler en anglais) est bateau de pêche modifié pour effectuer des missions de guerre (Patrouilleur, dragueur de mines ou escorteur de convois). Un chalutier militaire est un bâtiment construit sur un plan de chalutier et disposant d'un armement militaire dès sa mise en service. Les chalutiers armés et les chalutiers militaires étaient utilisés comme patrouilleur (P) ou auxiliaires de dragage (AD). Il pouvaient aussi participer à l'escorte des convois.

## Histoire
Les chalutiers militarisés ont été largement utilisés au cours de la première et de la seconde guerre mondiale. Navires simples, robustes et adaptés à la navigation au large, ils pouvaient être armés par des équipages de marins civils avec un encadrement de marins militaires pour la mise en œuvre des armes. Ayant de grand espaces de travail car capables de tirer des grands chaluts, ils pouvaient être employés comme baliseurs, mouilleurs ou dragueurs de mines. Pendant la seconde guerre mondiale, équipés de l'asdic et de grenades anti-sous-marine, ils servaient aussi d'escorteur. Ils avaient pour artillerie, généralement un canon sur le gaillard d'avant et une ou deux mitrailleuses anti-aériennes, ainsi que de grenades anti sous-marine.
- Au Royaume-Uni, la Royal Navy a fait construire, dans de nombreux chantiers navals civils des chalutiers armés dit chalutiers de l'Amirauté (Admiralty class trawlers en anglais). Après le conflit les unités survivantes pouvaient être revendu aux pêcheries et patrons pêcheurs.

- Aux États-Unis, au début de leur engagement dans la Seconde Guerre mondiale, quoiqu'en faveur de navires de guerre construits spécifiquement pour des conversions civiles, la pénurie de navires de défense côtière a conduit à une fabrication civile de chalutiers à coque acier pour servir de patrouilleurs et à coque en bois de dragueurs de mines auxiliaires.

- En France, la Marine a également fait usage de chalutiers réquisitionnés ou d'ex-chalutiers armés britanniques. Environ 480, soit l'essentiel, ont servi d'auxiliaires de draguage (AD), et une soixantaine, de patrouilleurs auxiliaires (P).
Le 16 mai 1918, le chalutier Ailly (1909-1943) armé en patrouilleur a connu son heure de gloire en coulant au canon le sous-marin UC-35 au large des côtes de Sardaigne. Le bateau fut décoré de la Croix de guerre ainsi que son commandant, le premier maître timonier Le Roux et plusieurs marins de son équipage.
 Le 23 novembre 1918, deux chalutiers armés, l' Inkerman et le Cerisoles construits au Canada et devant être livrés à la France, disparurent corps et biens dans le Lac Supérieur dans une tempête avec leurs 78 marins français. Un troisième, le Sébastopol a échappé au naufrage[1].

- En Belgique, le Corps de Marine a utilisé quelques chalutiers armés en surplus dans la Royal Navy opérationnels durant la Bataille de Belgique.

- En Norvège, la Marine royale norvégienne a utilisé des baleiniers et d'autres navires de pêche. Un chalutier armé allemand capturé a aussi servi sous le nom de HNoMS Honningsvåg. Après l'occupation de la Norvège, ils ont continué des opérations de soutien à la résistance norvégienne comme cette unité navale appelée Shetland Bus.

- L'Allemagne a aussi utilisé des chalutiers armés appelés Vorpostenboot et des navires météorologiques. Ils ont aussi construits des nombreux Kriegsfischkutter (de), des chalutiers facilement convertibles pour la lutte anti-sous-marine. Il en existe encore en état de navigation, après transformation pour la plaisance : Avatar, Gotland...

- Le Japon a aussi réquisitionné de nombreux chalutiers et commencé la fabrication d'une classe spécifique appelée patrouilleur auxiliaire de classe n° 1 (en) (27 furent achevés).

- Quoiqu'étant des pays neutres, le Portugal a fabriqué la classe de chalutiers pour les britanniques : la Portuguese-class naval trawler ; ainsi que le Brésil qui récupéra ses navires en 1942, quand la Marine brésilienne entra en guerre.

## Classe de chalutiers militaires
Première Guerre mondiale :
- Classe Castle (1916)
- Classe Mersey (1917)
- Classe Strath
- Classe Battle (1917)  Canada
- Classe Navarin (la France passe commande de 12 chalutiers armés construits à Fort William (de nos jours en Thunder Bay) au Canada

Seconde guerre mondiale :
- Classe Basset (1935-1944)
- Classe Isles (1939-1945)
- Classe Tree (1939-1945)
- Classe Dance (1940-1941)
- Classe Shakespearian (1940-1941)
- Classe Hill (1941-1942)
- Classe P (1942-1943)
- Classe Fish (1942-1943)
- Classe Round Table (1942-1943)
- Classe Military (1943-1944)
- Classe Henrique Dias  Brésil

Plus de 210 autres chalutiers militaires furent construits par différents chantiers navals britanniques pour la Royal Navy sans aucune appellation de classe (No spécific class) .
- Classe L'Ajaccienne  France
- Classe La Cancalaise  France